# Llista d'asteroides/75101–75200
| Nom                | Designació provisional | Data de descobriment | Lloc de descobriment | Descobridor/s |
| ------------------ | ---------------------- | -------------------- | -------------------- | ------------- |
| 75101 -            | 1999 VE45              | 4 de novembre, 1999  | Catalina             | CSS           |
| 75102 -            | 1999 VX46              | 4 de novembre, 1999  | Socorro              | LINEAR        |
| 75103 -            | 1999 VL49              | 3 de novembre, 1999  | Socorro              | LINEAR        |
| 75104 -            | 1999 VQ49              | 3 de novembre, 1999  | Socorro              | LINEAR        |
| 75105 -            | 1999 VP51              | 3 de novembre, 1999  | Socorro              | LINEAR        |
| 75106 -            | 1999 VL52              | 3 de novembre, 1999  | Socorro              | LINEAR        |
| 75107 -            | 1999 VW54              | 4 de novembre, 1999  | Socorro              | LINEAR        |
| 75108 -            | 1999 VJ55              | 4 de novembre, 1999  | Socorro              | LINEAR        |
| 75109 -            | 1999 VQ55              | 4 de novembre, 1999  | Socorro              | LINEAR        |
| 75110 -            | 1999 VH56              | 4 de novembre, 1999  | Socorro              | LINEAR        |
| 75111 -            | 1999 VJ56              | 4 de novembre, 1999  | Socorro              | LINEAR        |
| 75112 -            | 1999 VN56              | 4 de novembre, 1999  | Socorro              | LINEAR        |
| 75113 -            | 1999 VZ57              | 4 de novembre, 1999  | Socorro              | LINEAR        |
| 75114 -            | 1999 VJ58              | 4 de novembre, 1999  | Socorro              | LINEAR        |
| 75115 -            | 1999 VR58              | 4 de novembre, 1999  | Socorro              | LINEAR        |
| 75116 -            | 1999 VM60              | 4 de novembre, 1999  | Socorro              | LINEAR        |
| 75117 -            | 1999 VN60              | 4 de novembre, 1999  | Socorro              | LINEAR        |
| 75118 -            | 1999 VP60              | 4 de novembre, 1999  | Socorro              | LINEAR        |
| 75119 -            | 1999 VU60              | 4 de novembre, 1999  | Socorro              | LINEAR        |
| 75120 -            | 1999 VW60              | 4 de novembre, 1999  | Socorro              | LINEAR        |
| 75121 -            | 1999 VP62              | 4 de novembre, 1999  | Socorro              | LINEAR        |
| 75122 -            | 1999 VU63              | 4 de novembre, 1999  | Socorro              | LINEAR        |
| 75123 -            | 1999 VH64              | 4 de novembre, 1999  | Socorro              | LINEAR        |
| 75124 -            | 1999 VR64              | 4 de novembre, 1999  | Socorro              | LINEAR        |
| 75125 -            | 1999 VY64              | 4 de novembre, 1999  | Socorro              | LINEAR        |
| 75126 -            | 1999 VU65              | 4 de novembre, 1999  | Socorro              | LINEAR        |
| 75127 -            | 1999 VP66              | 4 de novembre, 1999  | Socorro              | LINEAR        |
| 75128 -            | 1999 VW66              | 4 de novembre, 1999  | Socorro              | LINEAR        |
| 75129 -            | 1999 VP69              | 4 de novembre, 1999  | Socorro              | LINEAR        |
| 75130 -            | 1999 VE71              | 4 de novembre, 1999  | Socorro              | LINEAR        |
| 75131 -            | 1999 VH71              | 4 de novembre, 1999  | Socorro              | LINEAR        |
| 75132 -            | 1999 VK71              | 4 de novembre, 1999  | Socorro              | LINEAR        |
| 75133 -            | 1999 VT74              | 5 de novembre, 1999  | Kitt Peak            | Spacewatch    |
| 75134 -            | 1999 VR77              | 3 de novembre, 1999  | Socorro              | LINEAR        |
| 75135 -            | 1999 VT77              | 3 de novembre, 1999  | Socorro              | LINEAR        |
| 75136 -            | 1999 VF79              | 4 de novembre, 1999  | Socorro              | LINEAR        |
| 75137 -            | 1999 VW79              | 4 de novembre, 1999  | Socorro              | LINEAR        |
| 75138 -            | 1999 VT80              | 4 de novembre, 1999  | Socorro              | LINEAR        |
| 75139 -            | 1999 VD83              | 1 de novembre, 1999  | Kitt Peak            | Spacewatch    |
| 75140 -            | 1999 VM83              | 2 de novembre, 1999  | Kitt Peak            | Spacewatch    |
| 75141 -            | 1999 VZ84              | 6 de novembre, 1999  | Kitt Peak            | Spacewatch    |
| 75142 -            | 1999 VR87              | 5 de novembre, 1999  | Socorro              | LINEAR        |
| 75143 -            | 1999 VF90              | 5 de novembre, 1999  | Socorro              | LINEAR        |
| 75144 -            | 1999 VO91              | 5 de novembre, 1999  | Socorro              | LINEAR        |
| 75145 -            | 1999 VJ93              | 9 de novembre, 1999  | Socorro              | LINEAR        |
| 75146 -            | 1999 VE94              | 9 de novembre, 1999  | Socorro              | LINEAR        |
| 75147 -            | 1999 VD95              | 9 de novembre, 1999  | Socorro              | LINEAR        |
| 75148 -            | 1999 VN95              | 9 de novembre, 1999  | Socorro              | LINEAR        |
| 75149 -            | 1999 VM96              | 9 de novembre, 1999  | Socorro              | LINEAR        |
| 75150 -            | 1999 VU98              | 9 de novembre, 1999  | Socorro              | LINEAR        |
| 75151 -            | 1999 VY100             | 9 de novembre, 1999  | Socorro              | LINEAR        |
| 75152 -            | 1999 VP105             | 9 de novembre, 1999  | Socorro              | LINEAR        |
| 75153 -            | 1999 VT106             | 9 de novembre, 1999  | Socorro              | LINEAR        |
| 75154 -            | 1999 VU108             | 9 de novembre, 1999  | Socorro              | LINEAR        |
| 75155 -            | 1999 VX108             | 9 de novembre, 1999  | Socorro              | LINEAR        |
| 75156 -            | 1999 VN109             | 9 de novembre, 1999  | Socorro              | LINEAR        |
| 75157 -            | 1999 VP109             | 9 de novembre, 1999  | Socorro              | LINEAR        |
| 75158 -            | 1999 VU111             | 9 de novembre, 1999  | Socorro              | LINEAR        |
| 75159 -            | 1999 VZ112             | 9 de novembre, 1999  | Socorro              | LINEAR        |
| 75160 -            | 1999 VX113             | 9 de novembre, 1999  | Catalina             | CSS           |
| 75161 -            | 1999 VH115             | 9 de novembre, 1999  | Catalina             | CSS           |
| 75162 -            | 1999 VK116             | 4 de novembre, 1999  | Kitt Peak            | Spacewatch    |
| 75163 -            | 1999 VG119             | 3 de novembre, 1999  | Kitt Peak            | Spacewatch    |
| 75164 -            | 1999 VN119             | 3 de novembre, 1999  | Kitt Peak            | Spacewatch    |
| 75165 -            | 1999 VQ121             | 4 de novembre, 1999  | Kitt Peak            | Spacewatch    |
| 75166 -            | 1999 VH124             | 6 de novembre, 1999  | Kitt Peak            | Spacewatch    |
| 75167 -            | 1999 VF128             | 9 de novembre, 1999  | Kitt Peak            | Spacewatch    |
| 75168 -            | 1999 VF129             | 11 de novembre, 1999 | Kitt Peak            | Spacewatch    |
| 75169 -            | 1999 VR135             | 8 de novembre, 1999  | Socorro              | LINEAR        |
| 75170 -            | 1999 VC138             | 9 de novembre, 1999  | Catalina             | CSS           |
| 75171 -            | 1999 VB143             | 13 de novembre, 1999 | Kitt Peak            | Spacewatch    |
| 75172 -            | 1999 VT144             | 13 de novembre, 1999 | Catalina             | CSS           |
| 75173 -            | 1999 VA148             | 14 de novembre, 1999 | Socorro              | LINEAR        |
| 75174 -            | 1999 VX148             | 14 de novembre, 1999 | Socorro              | LINEAR        |
| 75175 -            | 1999 VF152             | 9 de novembre, 1999  | Kitt Peak            | Spacewatch    |
| 75176 -            | 1999 VV155             | 9 de novembre, 1999  | Socorro              | LINEAR        |
| 75177 -            | 1999 VY156             | 12 de novembre, 1999 | Socorro              | LINEAR        |
| 75178 -            | 1999 VQ157             | 14 de novembre, 1999 | Socorro              | LINEAR        |
| 75179 -            | 1999 VA158             | 14 de novembre, 1999 | Socorro              | LINEAR        |
| 75180 -            | 1999 VF158             | 14 de novembre, 1999 | Socorro              | LINEAR        |
| 75181 -            | 1999 VW158             | 14 de novembre, 1999 | Socorro              | LINEAR        |
| 75182 -            | 1999 VC159             | 14 de novembre, 1999 | Socorro              | LINEAR        |
| 75183 -            | 1999 VB160             | 14 de novembre, 1999 | Socorro              | LINEAR        |
| 75184 -            | 1999 VF160             | 14 de novembre, 1999 | Socorro              | LINEAR        |
| 75185 -            | 1999 VQ160             | 14 de novembre, 1999 | Socorro              | LINEAR        |
| 75186 -            | 1999 VX160             | 14 de novembre, 1999 | Socorro              | LINEAR        |
| 75187 -            | 1999 VU161             | 14 de novembre, 1999 | Socorro              | LINEAR        |
| 75188 -            | 1999 VB162             | 14 de novembre, 1999 | Socorro              | LINEAR        |
| 75189 -            | 1999 VQ168             | 14 de novembre, 1999 | Socorro              | LINEAR        |
| 75190 Segreliliana | 1999 VD169             | 14 de novembre, 1999 | Socorro              | LINEAR        |
| 75191 -            | 1999 VE170             | 14 de novembre, 1999 | Socorro              | LINEAR        |
| 75192 -            | 1999 VG171             | 14 de novembre, 1999 | Socorro              | LINEAR        |
| 75193 -            | 1999 VN171             | 14 de novembre, 1999 | Socorro              | LINEAR        |
| 75194 -            | 1999 VQ171             | 14 de novembre, 1999 | Socorro              | LINEAR        |
| 75195 -            | 1999 VJ173             | 15 de novembre, 1999 | Socorro              | LINEAR        |
| 75196 -            | 1999 VK173             | 15 de novembre, 1999 | Socorro              | LINEAR        |
| 75197 -            | 1999 VQ173             | 15 de novembre, 1999 | Socorro              | LINEAR        |
| 75198 -            | 1999 VR173             | 15 de novembre, 1999 | Socorro              | LINEAR        |
| 75199 -            | 1999 VK176             | 4 de novembre, 1999  | Socorro              | LINEAR        |
| 75200 -            | 1999 VG177             | 5 de novembre, 1999  | Socorro              | LINEAR        |